# Funzioni iperboliche
In matematica, le funzioni iperboliche costituiscono una famiglia di funzioni elementari dotate di alcune proprietà analoghe a corrispondenti proprietà delle ordinarie funzioni trigonometriche.

## Definizioni

Illustrazione della definizione in termini dell'iperbole equilatera

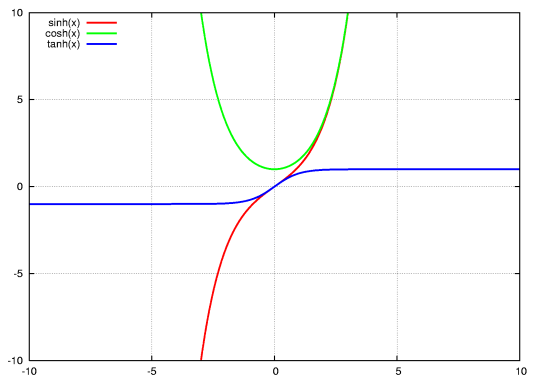
Grafici delle funzioni iperboliche: sinh, cosh e tanh (argomenti reali)

Grafici delle funzioni iperboliche: csch, sech e coth (argomenti reali)

Possiamo definire le funzioni iperboliche in questo modo:
Data un'iperbole equilatera unitaria, quindi con {\displaystyle a=b=1}, centrata con gli assi sugli assi coordinati e dato un angolo {\displaystyle \alpha }, consideriamo il settore iperbolico di apertura {\displaystyle {\frac {\alpha }{2}}} ed area {\displaystyle A}: questo determina un punto {\displaystyle P} come intersezione con l'iperbole; definiamo quindi l'ordinata del punto {\displaystyle P} come seno iperbolico ({\displaystyle \sinh }) della suddetta area {\displaystyle A}, nonché la relativa ascissa come coseno iperbolico ({\displaystyle \cosh }) sempre della suddetta area {\displaystyle A}, come indicato in figura (cioè {\displaystyle \sinh A} e {\displaystyle \cosh A}).
Conseguentemente si possono definire le altre funzioni iperboliche tramite {\displaystyle \sinh } e {\displaystyle \cosh } così come si fa per quelle trigonometriche. È inoltre possibile legarle alla funzione esponenziale grazie alla definizione di quest'ultima (vedere derivazione delle funzioni iperboliche).
- Funzione seno iperbolico

{\displaystyle \sinh x={\frac {e^{x}-e^{-x}}{2}}={\frac {e^{2x}-1}{2e^{x}}}={\frac {1-e^{-2x}}{2e^{-x}}}.}
- Funzione coseno iperbolico

{\displaystyle \cosh x={\frac {e^{x}+e^{-x}}{2}}={\frac {e^{2x}+1}{2e^{x}}}={\frac {1+e^{-2x}}{2e^{-x}}}.}
- Funzione tangente iperbolica

{\displaystyle \tanh x={\frac {\sinh x}{\cosh x}}={\frac {e^{x}-e^{-x}}{e^{x}+e^{-x}}}={\frac {e^{2x}-1}{e^{2x}+1}}={\frac {1-e^{-2x}}{1+e^{-2x}}}.}
- Funzione cotangente iperbolica

{\displaystyle \coth x={\frac {\cosh x}{\sinh x}}={\frac {e^{x}+e^{-x}}{e^{x}-e^{-x}}}={\frac {e^{2x}+1}{e^{2x}-1}}={\frac {1+e^{-2x}}{1-e^{-2x}}}.}
- Funzione secante iperbolica

{\displaystyle \operatorname {sech} x={\frac {1}{\cosh x}}={\frac {2}{e^{x}+e^{-x}}}={\frac {2e^{x}}{e^{2x}+1}}={\frac {2e^{-x}}{1+e^{-2x}}}.}
- Funzione cosecante iperbolica

{\displaystyle \operatorname {csch} x={\frac {1}{\sinh x}}={\frac {2}{e^{x}-e^{-x}}}={\frac {2e^{x}}{e^{2x}-1}}={\frac {2e^{-x}}{1-e^{-2x}}}.}
In queste definizioni {\displaystyle x} si può considerare variabile reale o complessa.

## Relazione con le funzioni trigonometriche
Per {\displaystyle x} reale la funzione {\displaystyle \cosh {x}} è una funzione pari, cioè simmetrica rispetto all'asse {\displaystyle y}; la funzione {\displaystyle \sinh {x}} è invece una funzione dispari, cioè simmetrica rispetto all'origine.
Conseguentemente sono funzioni dispari anche {\displaystyle \tanh x}, {\displaystyle \operatorname {coth} {x}} e {\displaystyle \operatorname {csch} {x}}, mentre {\displaystyle \operatorname {sech} {x}} è pari.
Si trovano poi i seguenti valori particolari:
{\displaystyle \sinh {0}=0,\qquad \cosh {0}=1,\qquad \tanh {0}=0,\qquad \operatorname {sech} {0}=1.}
Così come al variare della variabile reale {\displaystyle t} i punti {\displaystyle \left(\cos {t},\sin {t}\right)} definiscono la circonferenza {\displaystyle x^{2}+y^{2}=1}, analogamente i punti {\displaystyle \left(\cosh t,\sinh t\right)} definiscono l'iperbole equilatera {\displaystyle x^{2}-y^{2}=1.}
Questa è una conseguenza dell'identità:
{\displaystyle \left(\cosh {t}\right)^{2}-\left(\sinh {t}\right)^{2}=1,}
derivabile dalle definizioni mediante funzioni esponenziali con manipolazioni algebriche elementari.
Al contrario delle corrispondenti funzioni trigonometriche, le funzioni iperboliche non sono periodiche nel campo dei numeri reali, ma lo sono nel campo dei numeri complessi, quando hanno argomento immaginario, così come lo è la funzione esponenziale. 
L'argomento {\displaystyle t} delle funzioni seno e coseno che definiscono la circonferenza può essere interpretato naturalmente come un angolo; la {\displaystyle t} argomento delle funzioni iperboliche rappresenta invece due volte l'area del settore iperbolico compreso tra il segmento che collega l'origine con il punto {\displaystyle \left(\cosh t,\sinh t\right)} su un ramo dell'iperbole equilatera di equazione {\displaystyle x^{2}-y^{2}=1}, l'arco di tale iperbole che dal punto si conclude nel punto {\displaystyle \left(1,0\right)} sull'asse {\displaystyle x} e il segmento sull'asse {\displaystyle x} da questo punto all'origine. Tuttavia, in realtà, si può verificare che anche la {\displaystyle t} argomento delle funzioni trigonometriche, se {\displaystyle 0\leqslant t\leqslant \pi }, oltre che come angolo espresso in radianti, si può intendere come il doppio dell'area del settore circolare compreso tra il segmento che collega l'origine con il punto {\displaystyle \left(\cos t,\sin t\right)} sulla circonferenza unitaria di equazione {\displaystyle x^{2}+y^{2}=1}, l'arco di tale circonferenza che dal punto si conclude nel punto {\displaystyle \left(1,0\right)} sull'asse {\displaystyle x} e il segmento sull'asse {\displaystyle x} da questo punto all'origine.
Le funzioni iperboliche soddisfano molte identità, simili a corrispondenti identità trigonometriche.
In effetti la regola di Osborn specifica che si può convertire ogni identità trigonometrica in una identità iperbolica sviluppandola completamente in termini di potenze intere di seni e coseni, trasformando ogni {\displaystyle \sin } in {\displaystyle \sinh } e ogni {\displaystyle \cos } in {\displaystyle \cosh } e infine cambiando il segno di ogni termine che contiene un prodotto di due {\displaystyle \sinh }. Procedendo in questo modo, ad esempio, si trovano i teoremi di addizione:
{\displaystyle \sinh {(x+y)}=\sinh x\cosh y+\cosh x\sinh y,}
{\displaystyle \cosh {(x+y)}=\cosh x\cosh y+\sinh x\sinh y,}
e le formule di duplicazione
{\displaystyle \sinh(2x)=2\sinh x\cosh x,}
{\displaystyle \cosh(2x)=\cosh ^{2}x+\sinh ^{2}x=2\cosh ^{2}x-1=2\sinh ^{2}x+1,}
e le formule di bisezione
{\displaystyle \cosh {\left({\frac {x}{2}}\right)}={\sqrt {\frac {1+\cosh x}{2}}},}
{\displaystyle \sinh {\left({\frac {x}{2}}\right)}={\sqrt {\frac {\cosh x-1}{2}}}.}
La derivata di {\displaystyle \sinh x} è data da {\displaystyle \cosh {x}} e la derivata di {\displaystyle \cosh {x}} è {\displaystyle \sinh x}; questo collegamento si legge facilmente sui grafici delle funzioni.
Il grafico della funzione {\displaystyle \cosh x} è la curva catenaria, profilo assunto da un cavo di densità uniforme con le due estremità fissate e sottoposto alla gravità.

## Sviluppi in serie di Taylor
È possibile esprimere le funzioni iperboliche in termini di sviluppi di Taylor:
{\displaystyle \sinh x=x+{\frac {x^{3}}{3!}}+{\frac {x^{5}}{5!}}+{\frac {x^{7}}{7!}}+\cdots =\sum _{n=0}^{\infty }{\frac {x^{2n+1}}{(2n+1)!}}.}
La funzione {\displaystyle \sinh x} ha serie di Taylor con soli termini dispari, e quindi il seno iperbolico è una funzione dispari, ossia {\displaystyle -\sinh(x)=\sinh(-x)}, e {\displaystyle \sinh 0=0.}
{\displaystyle \cosh x=1+{\frac {x^{2}}{2!}}+{\frac {x^{4}}{4!}}+{\frac {x^{6}}{6!}}+\cdots =\sum _{n=0}^{\infty }{\frac {x^{2n}}{(2n)!}}.}
La funzione {\displaystyle \cosh x} presenta invece solo termini pari, come ci si aspetta da una funzione pari, simmetrica rispetto all'asse delle {\displaystyle y}. La somma del seno e del coseno iperbolici rappresenta lo sviluppo della funzione esponenziale.
{\displaystyle \tanh x=x-{\frac {x^{3}}{3}}+{\frac {2x^{5}}{15}}-{\frac {17x^{7}}{315}}+\cdots =\sum _{n=1}^{\infty }{\frac {2^{2n}(2^{2n}-1)B_{2n}x^{2n-1}}{(2n)!}},\qquad \left|x\right|<{\frac {\pi }{2}}.}
{\displaystyle \coth x=x^{-1}+{\frac {x}{3}}-{\frac {x^{3}}{45}}+{\frac {2x^{5}}{945}}+\cdots =x^{-1}+\sum _{n=1}^{\infty }{\frac {2^{2n}B_{2n}x^{2n-1}}{(2n)!}},\qquad 0<\left|x\right|<\pi \quad } (serie di Laurent).
{\displaystyle \operatorname {sech} \,x=1-{\frac {x^{2}}{2}}+{\frac {5x^{4}}{24}}-{\frac {61x^{6}}{720}}+\cdots =\sum _{n=0}^{\infty }{\frac {E_{2n}x^{2n}}{(2n)!}},\qquad \left|x\right|<{\frac {\pi }{2}}.}
{\displaystyle \operatorname {csch} \,x=x^{-1}-{\frac {x}{6}}+{\frac {7x^{3}}{360}}-{\frac {31x^{5}}{15120}}+\cdots =x^{-1}+\sum _{n=1}^{\infty }{\frac {2(1-2^{2n-1})B_{2n}x^{2n-1}}{(2n)!}},\qquad 0<\left|x\right|<\pi \quad } (serie di Laurent).
dove
{\displaystyle B_{n}} è l'{\displaystyle n}-esimo numero di Bernoulli,
{\displaystyle E_{n}} è l'{\displaystyle n}-esimo numero di Eulero.

## Funzioni iperboliche inverse
Le inverse delle funzioni iperboliche sono:
{\displaystyle \operatorname {arsinh} x=\ln {\left(x+{\sqrt {x^{2}+1}}\right)};}
{\displaystyle \operatorname {arcosh} x=\ln {\left(x+{\sqrt {x^{2}-1}}\right)};}
{\displaystyle \operatorname {artanh} x=\ln {\left({\frac {\sqrt {1-x^{2}}}{1-x}}\right)}={\frac {1}{2}}\ln {\left({\frac {1+x}{1-x}}\right)};}
{\displaystyle \operatorname {arcoth} x=\ln {\left({\frac {\sqrt {x^{2}-1}}{x-1}}\right)}={\frac {1}{2}}\ln {\left({\frac {x+1}{x-1}}\right)};}
{\displaystyle \operatorname {arsech} x=\ln {\left({\frac {1+{\sqrt {1-x^{2}}}}{x}}\right)};}
{\displaystyle \operatorname {arcsch} x=\ln {\left({\frac {1\pm {\sqrt {1+x^{2}}}}{x}}\right)}.}

## Funzioni iperboliche fornite da integrali
{\displaystyle \int {\frac {dx}{\sqrt {x^{2}+1}}}=\operatorname {arsinh} x+c=\ln(x+{\sqrt {x^{2}+1}})+c;}
{\displaystyle \int {\frac {dx}{\sqrt {x^{2}-1}}}=\operatorname {arcosh} x+c=\ln(x+{\sqrt {x^{2}-1}})+c;}
{\displaystyle \int {\sqrt {x^{2}+1}}\,dx={\frac {\operatorname {arsinh} x+x{\sqrt {x^{2}+1}}}{2}}+c={\frac {\ln(x+{\sqrt {x^{2}+1}})+x{\sqrt {x^{2}+1}}}{2}}+c;}
{\displaystyle \int {\sqrt {x^{2}-1}}\,dx={\frac {-\operatorname {arcosh} x+x{\sqrt {x^{2}-1}}}{2}}+c={\frac {-\ln(x+{\sqrt {x^{2}-1}})+x{\sqrt {x^{2}-1}}}{2}}+c;}
{\displaystyle \int {\frac {dx}{1-x^{2}}}={\frac {1}{2}}\ln \left|{\frac {1+x}{1-x}}\right|+c={\begin{cases}\operatorname {artanh} x+c,&{\text{se }}\left|x\right|<1,\\\operatorname {arcoth} x+c,&{\text{se }}\left|x\right|>1.\end{cases}}}

## Funzioni iperboliche di argomento complesso
Dato che la funzione esponenziale può essere definita per ogni argomento complesso, possiamo estendere la definizione delle funzioni iperboliche anche agli argomenti complessi. Le funzioni {\displaystyle \sinh z} e {\displaystyle \cosh z} sono quindi olomorfe per ogni argomento complesso, e si possono sviluppare in serie di Taylor.
Le relazioni con le funzioni trigonometriche sono ottenute dalla formula di Eulero per i numeri complessi:
{\displaystyle e^{ix}=\cos x+i\sin x;}
{\displaystyle \cosh(ix)={\frac {(e^{ix}+e^{-ix})}{2}}=\cos(x);}
{\displaystyle \sinh(ix)={\frac {(e^{ix}-e^{-ix})}{2}}=i\sin(x);}
{\displaystyle \tanh(ix)=i\tan(x);}
{\displaystyle \sinh(x)=-i\sin(ix);}
{\displaystyle \cosh(x)=\cos(ix);}
{\displaystyle \tanh(x)=-i\tan(ix);}
{\displaystyle \operatorname {arsinh} (x)=i\arcsin(-ix);}
{\displaystyle \operatorname {arcosh} (x)=i\arccos(x);}
{\displaystyle \operatorname {artanh} (x)=i\arctan(-ix).}

## Notazioni
I nomi delle funzioni iperboliche inverse citati in questo articolo sono quelli ufficiali dettati dalle norme ISO. I loro nomi derivano da abbreviazioni di espressioni latine. Per esempio {\displaystyle \operatorname {arsinh} } deriva da area sinus hyperbolicus, {\displaystyle \operatorname {arcosh} } deriva da area cosinus hyperbolicus, ecc.
Spesso si trovano anche le diciture arcsinh, arccosh, ecc. che sono chiaramente mutuate dai nomi delle funzioni trigonometriche inverse. Queste diciture sono però concettualmente errate perché le funzioni iperboliche e le loro inverse non hanno nulla a che vedere con gli archi.
Infine nella tradizione italiana è frequente trovare i nomi {\displaystyle \operatorname {settsenh} } (settore seno iperbolico, in riferimento all'area corrispondente), {\displaystyle \operatorname {settcosh} } e via dicendo. Seppur concettualmente corretti, questi nomi non seguono le norme ISO e le convenzioni internazionali.
In alcuni testi si può trovare anche {\displaystyle \operatorname {Sh} }, {\displaystyle \operatorname {Ch} }, {\displaystyle \operatorname {Th} }, {\displaystyle \operatorname {settCh} }, {\displaystyle \operatorname {settSh} }, {\displaystyle \operatorname {settTh} }.